# 泰森·布尔
泰森·布尔（英語：Tyson Bull，1993年5月21日—），澳大利亚男子竞技体操运动员。他曾代表澳大利亚参加2022年英联邦运动会体操比赛，获得一枚银牌。他也曾参加2020年夏季奥林匹克运动会。